# Walter Peterhans
Walter Peterhans (12. června 1897, Frankfurt nad Mohanem – 12. dubna 1960, Stetten u Stuttgartu) byl významný německý dokumentární fotograf známý jako učitel a vedoucí osobnost uměleckého stylu Bauhaus od roku 1929 do roku 1933. Řadí se do světové meziválečné avantgardy jako zástupce německé Nové věcnosti (Neue Sachlichkeit) společně s umělci jako byli Karl Blossfeldt, Albert Renger-Patzsch, August Sander a Helmar Lerski. Tato skupina představovala nový směr, kterým se vydala fotografie v Evropě - tzv. nemanipulovaná fotografie.

## Život
Po svém příchodu do Chicaga začal v roce 1938 učit kurz „vizuálního tréninku“ pro studenty architektury v Illinoiském technologickém institutu pod vedením Miese van der Rohe.
Čtyři semestry jeho předmětu obsahovaly deset zásadních stupňů. Tento kurz byl tak úspěšný, že přežil Peterhanse o více než třicet let. Na Bauhausu, kam přišel přišel na pozvání Hannese Meyera, Peterhans vyučoval teorie Kanta, Platóna a Pythagora aby mohl ukázat jaké krásy dokážeme vykonstruovat v mysli, a jak je můžeme vytvořit v uměleckém díle.
Peterhansova vlastní práce v 30. letech 20. století spočívala ve snímání detailů nebo zátiší složené z každodenních předmětů.
V Americe se nakrátko oženil s americkou architektkou Gertrude Lempp Kerbisovou.

## Dílo
V době jeho působení učitele v Bauhausu u něj studovala například Grete Stern se svým mužem Horaciem Coppolou.